# Canton de Canet-en-Roussillon
Le canton de Canet-en-Roussillon  est une division administrative française, située dans le département des Pyrénées-Orientales et la région Languedoc-Roussillon.

## Composition
Le canton de Canet-en-Roussillon groupe 4 communes :
| Nom                             | Code Insee | Intercommunalité                    | Superficie (km2) | Population (dernière pop. légale) | Densité (hab./km2) |
| ------------------------------- | ---------- | ----------------------------------- | ---------------- | --------------------------------- | ------------------ |
| Canet-en-Roussillon (chef-lieu) | 66037      | CU Perpignan Méditerranée Métropole | 22,39            | 12 224 (2014)                     | 546                |
| Sainte-Marie-la-Mer             | 66182      | CU Perpignan Méditerranée Métropole | 10,29            | 4 762 (2014)                      | 463                |
| Saint-Nazaire                   | 66186      | CU Perpignan Méditerranée Métropole | 10,33            | 2 559 (2014)                      | 248                |
| Villelongue-de-la-Salanque      | 66224      | CU Perpignan Méditerranée Métropole | 7,21             | 3 296 (2014)                      | 457                |

## Histoire
Le canton a été créé par décret du 21 février 1997. Les communes de Canet-en-Roussillon et Saint-Nazaire ont été soustraites au canton de la Côte Radieuse et celles de Sainte-Marie et de Villelongue-de-la-Salanque à celui de Saint-Laurent-de-la-Salanque.

## Administration

### Conseillers généraux de 1998 à 2015
| Période                                  | Période | Identité            | Étiquette    | Qualité                                    |
| ---------------------------------------- | ------- | ------------------- | ------------ | ------------------------------------------ |
| 1998                                     | 2011    | Pierre Roig         | DVD puis UMP | Maire de Sainte-Marie                      |
| 2011                                     | 2015    | Jean-Claude Torrens | UMP-PR       | Exploitant agricole Maire de Saint-Nazaire |
| Les données manquantes sont à compléter. |         |                     |              |                                            |

## Démographie
| 1999   | 2006   | 2011   | 2012   |
| ------ | ------ | ------ | ------ |
| 18 475 | 20 719 | 23 413 | 23 061 |